# 近藤美恵子
近藤 美恵子（こんどう みえこ、1936年1月10日 - 2020年12月15日）は、日本の元女優である。
1954年（昭和29年）のミス・ユニバース日本代表を務めた。

## 経歴
1936年1月10日、愛知県名古屋市に生まれる。安達女学園師範科卒業。
1954年、大阪の産経会館で開かれたミス・ユニバース日本大会に中部代表として出場し、全国11地区の代表の中からミス・ユニバース日本代表（ミス・ユニバース・ジャパン）に選ばれた。
同年7月、アメリカのロングビーチで開催されたミス・ユニバース1954（第3回世界大会）に日本代表として出場した。当時は身長160センチ、体重47キロ、スリーサイズ84-52-92であった（ウエスト51センチとする資料もある）。公表されている限りにおいて、現在に至るまで歴代のミス・ユニバース・ジャパンで最も小柄ながら、最も細いウエストの持ち主でもある。入賞は出来なかったが、ハリウッドではトニー・カーティスやパイパー・ローリーと会い、パラマウント映画やメトロ・ゴールドウィン・メイヤー（MGM）からオファーがあったという。
その後、大映に入社し、半年間演技の勉強をしたのち『娘の人生案内』のヒロインで銀幕デビュー。新人育成に定評ある田中重雄監督は、「新人にはちょっと大役だが、なんとかして持ち味を引っ張りだすのが監督の責務」とコメント。以降、大スターだった長谷川一夫、市川雷蔵、勝新太郎らと共演して活躍。青春映画から時代劇まで主演作多数。
1956年には第9回カンヌ国際映画祭に出席。同年4月25日に出国、5月18日に帰国するまでフランスに滞在した。当時はまだ海外渡航自由化の前で、ミス・ユニバース世界大会の渡米に続いて貴重な外国訪問となった。
結婚を機に引退。その後は芸能活動を行っていない。2020年12月15日、死去。

### その他
「昭和29年ミス日本に選ばれたのを機に30年大映に入社」とする資料もあるが、読売新聞社主催の「ミス日本」コンテストは昭和27年で終了しており、ここで言及されている「ミス日本」は「ミス・ユニバース日本代表」と解するのが妥当である。

## 主な映画出演

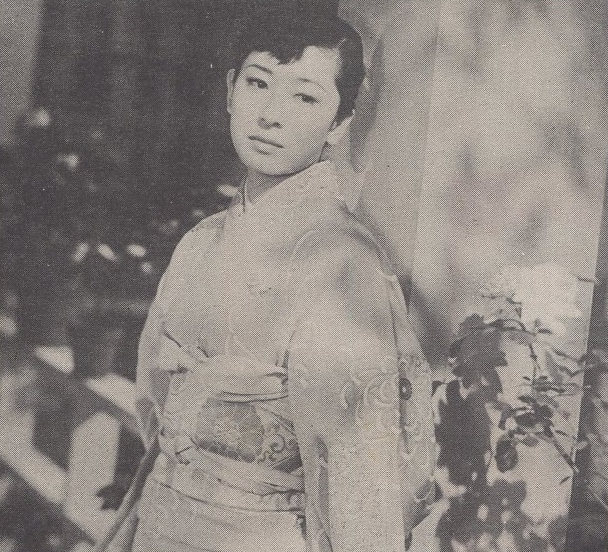
『娘の人生案内』（1955年）

1955年
- 娘の人生案内 （デビュー作）
- 誘拐魔
- 十代の反抗

1956年
- 滝の白糸
- 東京犯罪地図
- 高校卒業前後
- 銭形平次捕物控　人肌蜘蛛
- 現金の寝ごと
- 逢いぞめ笠
- リンゴ村から
- 編笠権八
- 第三非常線
- あばれ鳶

1957年
- 駅馬車襲わる
- 銭形平次捕物控　女狐屋敷
- 残月講道館
- 夜の蝶
- 湖水物語
- 十七才の断崖
- 誓いてし

1958年
- 化け猫御用だ
- 弁天小僧
- 伊賀の水月
- 命を賭ける男
- 赤胴鈴之助　三つ目の鳥人
- 執念の蛇
- 花太郎呪文
- おーい中村君
- 怪猫呪いの壁
- 忠臣蔵
- おけさ鴉
- 遊侠五人男
- 人肌孔雀

1959年
- 初春狸御殿
- 貴族の階段
- 紅あざみ
- 蛇姫様
- 最高殊勲夫人
- 風来物語　仁侠篇
- 人肌牡丹
- 都会の牙
- 町奉行日記　鉄火牡丹
- 実は熟したり
- 次郎長富士
- 四谷怪談

1960年
- 鏡山競艶録
- 透明天狗
- 二人の武蔵
- 侠客春雨傘
- 続次郎長富士
- 風来物語　あばれ飛車
- 不知火検校
- 白子屋駒子
- 源太郎船
- 海蛇大名
- 風雲将棋谷
- 大菩薩峠 竜神の巻

1961年
- 大菩薩峠 完結篇
- 釈迦
- 銀座のぼんぼん
- 風と雲と砦
- 小次郎燕返し
- 花くらべ狸道中
- 寄切り若様
- 旅はお色気
- 好色一代男
- 銭形平次捕物控　美人鮫
- 黒い三度笠
- 磯ぶし源太
- かげろう侍
- 潮来笠

1962年
- 続・新悪名
- 長脇差忠臣蔵
- 山男の歌
- 青葉城の鬼
- 抜打ち鴉
- 鉄砲安の生涯

1963年
- 江戸無情
- 新・座頭市物語
- 怪談　鬼火の沼
- 黒の死球
- 黒の報告書
- 新選組始末記
- 妖僧 （引退作）